# EN236
A EN 236 é uma estrada nacional que integra a rede nacional de estradas de Portugal. Esta estrada inicia-se no nó da EN17 em Foz de Arouce (concelho da Lousã), e termina no nó com a N342, na vila da Lousã. O troço entre Castanheira de Pera e Derreada Cimeira foi regionalizado e o troço que atravessa a Serra da Lousã foi municipalizado.
Atualmente, e desde 3 de fevereiro de 2010, por força das melhorias da EN17 e acessos à vila da Lousã, a N236 tem um novo começo, como variante exterior a Foz de Arouce.
Esta estrada servia, sobretudo, para as populações da Lousã e Castanheira de Pera, poderem estar ligados ao comércio de Coimbra, por uma via estruturante (a N17). Assim, o gelo gerado nos Poços da Neve, a castanha e mel produzidos nas encostas da Serra da Lousã, poderiam ser comercializados, tanto para Coimbra, como para exportação (N17 e, posteriormente, N16, sentido Vilar Formoso).
Em Castanheira de Pera, parte um ramal da antiga EN236 - inicia-se a EN236-1 que perfaz a totalidade do projecto inicial, até Figueiró dos Vinhos.
Em Junho de 2017, a EN236-1 foi palco de uma tragédia, resultado de um grave incêndio florestal, onde cerca de meia centena de pessoas perderam a vida ao tentar escapar às chamas. (ver: Incêndio Florestal de Pedrógão Grande em 2017)

## Estado dos Troços
| Troço                              | Estado (2019)           | km  |
| ---------------------------------- | ----------------------- | --- |
| Foz de Arouce (N17) – Lousã (N236) | Em serviço (2010-02-03) | 4,8 |
| Lousã (N236) – Lousã (N342)        | Em serviço              | 0,9 |

## Variante à antiga N236 (Lousã-Foz de Arouce)
| Saídas              | Direção                              | Estrada que liga |
| ------------------- | ------------------------------------ | ---------------- |
|                     | Coimbra - Vila Nova de Poiares       | N 17             |
|                     | Foz de Arouce (norte) - Marmeleira   | CM1223           |
| Cruz.               | Foz de Arouce (sul) - Casal de Ermio | CM1223-1         |
| Ponte sobre o Ceira |                                      |                  |
|                     | Lousã                                | N 236            |
| Lousã (estação)     |                                      |                  |
| Póvoa da Lousã      | N 236 (antiga)                       |                  |
| Serpins - Vilarinho | M571                                 |                  |